# أنتوني هامليت
أنتوني هامليت (بالإنجليزية: Anthony Hamlett؛ مواليد 1 أكتوبر 1973) هو مُقاتل فنون قتالية مختلطة أمريكي مُعتزل.

## وصلات خارجية
- أنتوني هامليت على موقع شيردوغ (الإنجليزية)
- أنتوني هامليت على موقع IMDb (الإنجليزية)